# Wehrmachtgefängnis Torgau
Wehrmachtgefängnisse bestanden in Torgau im heutigen Landkreis Nordsachsen zwischen 1936 und 1945. Während der NS-Zeit gab es in Torgau zunächst zwei von acht Gefängnissen der Wehrmacht („Fort Zinna“ und „Brückenkopf“).
Seit den 1990er Jahren informiert der Erinnerungsort Torgau (vormals Dokumentations- und Informationszentrum Torgau (DIZ)), Arbeitsstelle der Stiftung Sächsische Gedenkstätten zur Erinnerung an die Opfer politischer Gewaltherrschaft, über die Geschichte der Torgauer Haftstätten während der Zeit des Nationalsozialismus, der sowjetischen Besatzung und der DDR.
Da der zentrale Haftort Fort Zinna als Justizvollzugsanstalt des Freistaats Sachsen genutzt wird, befindet sich das DIZ Torgau nicht dort, sondern im nahegelegenen Schloss Hartenfels.

## Bis Ende des Zweiten Weltkriegs
Fort Zinna, eine Festung, war seit Mitte des 19. Jahrhunderts ein Militärgefängnis der preußischen Armee. Nach Abschaffung der Militärjustiz in der Weimarer Republik wurde die Haftanstalt zivil genutzt. Sie wurde 1936 bei der Aufrüstung der Wehrmacht ausgebaut und dadurch zum größten und modernsten Gefängnis der Wehrmacht.
1941 war diese Anstalt eine Zwischenstation; viele Verurteilte, die von hier aus zu Strafbataillonen weitertransportiert wurden, verbrachten eine gewisse Zeit in Torgau. 1943 wurde die Festung Sitz des Reichskriegsgerichtes, das aus Berlin über Potsdam schließlich nach Torgau verlagert worden war. 
Von 1943 bis 1945 wurden über tausend Todesurteile in Torgau gefällt und dort wie auch andernorts vollstreckt.
Der Brückenkopf wurde erst kurz vor dem Zweiten Weltkrieg im Jahre 1939 als Militärgefängnis eingerichtet. Es war anfänglich Fort Zinna unterstellt, erlangte aber bald einen eigenen Gefängnisstatus.
Ferner gab es noch zwei provisorische militärische Gefangeneneinrichtungen: Feldstraflager I und Feldstraflager II.
Fort Zinna wurde Ende April 1945 von der 69. US-Infanteriedivision befreit.
→ vgl. auch: Strafdivision 500

### Prominente Gefangene
In Torgau waren einige französische (darunter Vizeadmiral Hervé de Penfentenyo ((1879–1970)) und Levacher), britische und US-Offiziere in Kriegsgefangenschaft. Die Wachmannschaften behandelten sie nach den Genfer Konventionen, sie brauchten also nicht zu arbeiten, bekamen regelmäßig Ausgang aus ihren Zellen und erhielten via IRK (Internationales Rotes Kreuz) Briefe und Verpflegungspakete. Die Offiziere nutzten offenbar systematisch ihre Privilegien, um Kontakt zu vertrauenswürdigen deutschen Gefangenen herzustellen. Der Chef der 7. Gefangenenkompanie in Fort Zinna, Hauptmann Clausnitzer, war unter den Häftlingen für seine antinazistische Gesinnung bekannt. Eine Flucht war nicht möglich, auch weil es eine Außenbewachung des Forts unter Führung besonders linientreuer Offiziere gab. 
Regelmäßige Bibelabende des Gefängnispfarrers ermöglichten den Gefangenen Gedankenaustausch. Dort wurden auch Lebensmittel und sogar Waffen getauscht. Der Widerstandskämpfer Werner Krauss arbeitete eine Zeitlang auf der Schreibstube des Gefängnisses und kam so an interessante Informationen.
In den allerletzten Stunden vor der Besetzung des Forts durch die Amerikaner überredeten die politischen Gefangenen ihre Bewacher, in Zivilkleidung zu flüchten. Als die US-Soldaten dort eintrafen, saßen in den Zellen noch 129 politische Gefangene aus den Reihen der Wehrmacht. Darunter war unter anderem Karlheinz Ziesemer. 

## Sowjetische Speziallager. Politischer Strafvollzug in der DDR
Die sowjetische Besatzungsmacht betrieb zwischen September 1945 und Oktober 1948 in Torgau die Speziallager Nr. 8 und Nr. 10 Torgau. Bereits in Torgau starben 800 Internierte, viele weitere nach ihrer Deportation in die Sowjetunion.
Heute befindet sich in Fort Zinna die Justizvollzugsanstalt Torgau, der Brückenkopf ist ein Treff für vorwiegend linksorientierte Jugendliche und bietet Proberäume für einheimische Bands. Die Geschichte des Ortes wird vom Dokumentations- und Informationszentrum Torgau, Arbeitsstelle der Stiftung Sächsische Gedenkstätten zur Erinnerung an die Opfer politischer Gewaltherrschaft, aufgearbeitet und erzählt; in der Stadt gibt es einige Erinnerungsorte.